# Little Mitton Henthorn and Coldcoats
Little Mitton Henthorn and Coldcoats var en civil parish från 1866 till 1935 då den blev en del av Little Mitton och Pendleton, i grevskapet Lancashire, i England. Civil parish var belägen 4 km från Clitheroe och hade 60 invånare år 1931.